# کاین-یلگا (شهرستان تویمازینسکی، باشقیرستان)
کاین-یلگا (انگلیسی: Kain-Yelga, Tuymazinsky District, Republic of Bashkortostan) یک شهرک در شهرستان تویمازینسکی استان باشقیرستان کشور روسیه است.